# Streptocarpus suborbicularis
Streptocarpus suborbicularis är en tvåhjärtbladig växtart som beskrevs av Brian Laurence Burtt. Streptocarpus suborbicularis ingår i släktet Streptocarpus och familjen Gesneriaceae. Inga underarter finns listade i Catalogue of Life.